# Agnese Visconti (film)
Agnese Visconti è un film muto italiano del 1910 diretto da Giovanni Pastrone, ispirato al dramma Agnese (1873) di Felice Cavallotti.